# زلیمخان آباکاروف
زلیمخان آباکاروف (به روسی: Зелимхан Арсенович Абакаров، آوانگاری: زادهٔ ۱۴ ژوئیهٔ ۱۹۹۳) یک کشتی‌گیر آزادکار اهل کشور آلبانی است.  وی سابقه حضور در المپیک ۲۰۲۴ پاریس را دارد. 
از افتخارات وی می‌توان به کسب مدال طلا قهرمانی کشتی جهان ۲۰۲۲، مدال برنز قهرمانی کشتی جهان ۲۰۲۳ اشاره کرد.

## فعالیت حرفه‌ای

### قهرمانی کشتی جهان ۲۰۲۲
آباکاروف در وزن ۵۷ کیلوگرم کشتی آزاد قهرمانی کشتی جهان ۲۰۲۲ بلگراد شرکت کرد، او در این مسابقات اسکار تیگرروس از کلمبیا، رینیری اندریو از کوبا، غلام‌جان عبدالله‌یف از ازبکستان و استوان میشیچ از صربستان را شکست داد و به فینال رسید. وی در فینال توماس گیلمن از آمریکا را شکست داد و مدال طلا را بدست آورد.

### قهرمانی کشتی جهان ۲۰۲۳
آباکاروف در وزن ۵۷ کیلوگرم کشتی آزاد قهرمانی کشتی جهان ۲۰۲۳ بلگراد شرکت کرد، او در مسابقه های اول تا سوم تریه تروتمن از کانادا، امان سهراوات از هند و میلاد ولی‌زاده از ایران را شکست داد اما در نیمه نهایی به استوان میشیچ از صربستان باخت و به دیدار رده‌بندی رفت. وی در دیدار رده‌بندی زائور اوگویف از روسیه را شکست داد و مدال برنز را بدست آورد.